# Ragazzi fuori (Clara)
Ragazzi fuori è un singolo della cantautrice italiana Clara, pubblicato il 5 aprile 2024 come quinto estratto dal primo album in studio Primo.

## Descrizione
Il brano è stato scritto e composto dall'artista insieme ad Alessandro La Cava, Vincenzo Centrella ed al compositore Stefano Lentini, che ne ha curato anche l'orchestrazione e la produzione. Il brano è stato inserito come colonna sonora della quarta stagione della serie televisiva italiana Mare fuori.
Il brano è stato successivamente incluso come prima traccia dell'album in studio d'esordio della cantautrice, Primo, uscito nel 2024.

## Video musicale
Il lyric video del brano è stato pubblicato il 16 febbraio 2024 attraverso il canale YouTube della cantautrice.

## Classifiche
| Classifica (2024) | Posizione massima |
| ----------------- | ----------------- |
| Italia            | 37                |